# Dolmen des Courades

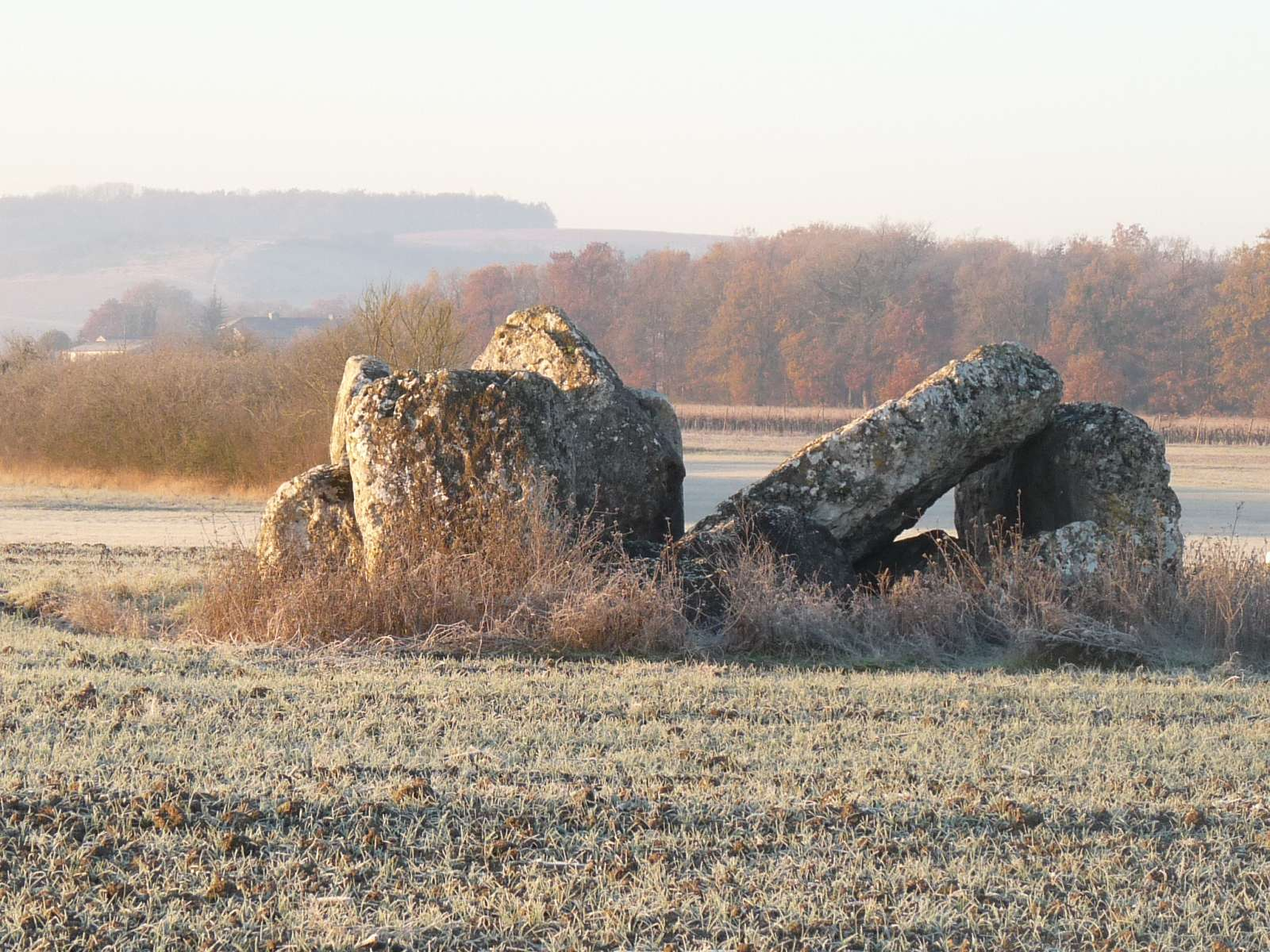
Dolmen des Courades

Der Dolmen des Courades (auch Pierre Levée genannt) liegt nahe einer Quelle südwestlich von Saint-Même-les-Carrières bei Cognac im Département Charente in Frankreich. Dolmen ist in Frankreich der Oberbegriff für neolithische Megalithanlagen aller Art (siehe: Französische Nomenklatur). Der Dolmen des Courades wurde 1926 als eines der 466 Monument historique der Charente eingestuft.
Die Deckenplatten aus Kalkstein waren bereits 1928 zerbrochen und von den Stützen gefallen. Der Dolmen soll aus Platten von 3,5 × 3,0 m bestanden haben, die auf sieben Tragsteinen ruhen. Die Kammer wurde von einem 0,9 m dicken Block von 4,0 × 2,7 m mit 18 Tonnen Gewicht bedeckt. Sein Bereich ist bis zu einer Tiefe von 20 bis 30 cm ausgegraben. Der Tumulus, der ihn bedeckte, ist verschwunden. 
Die Römerstraße „Le Chemin Boisné“ von Saintes (Mediolanum Santonum) nach Périgueux (Vesunna) führt in der Nähe vorbei. 
In der Nähe liegt der Dolmen von Séchebec

Dolmen des Courades
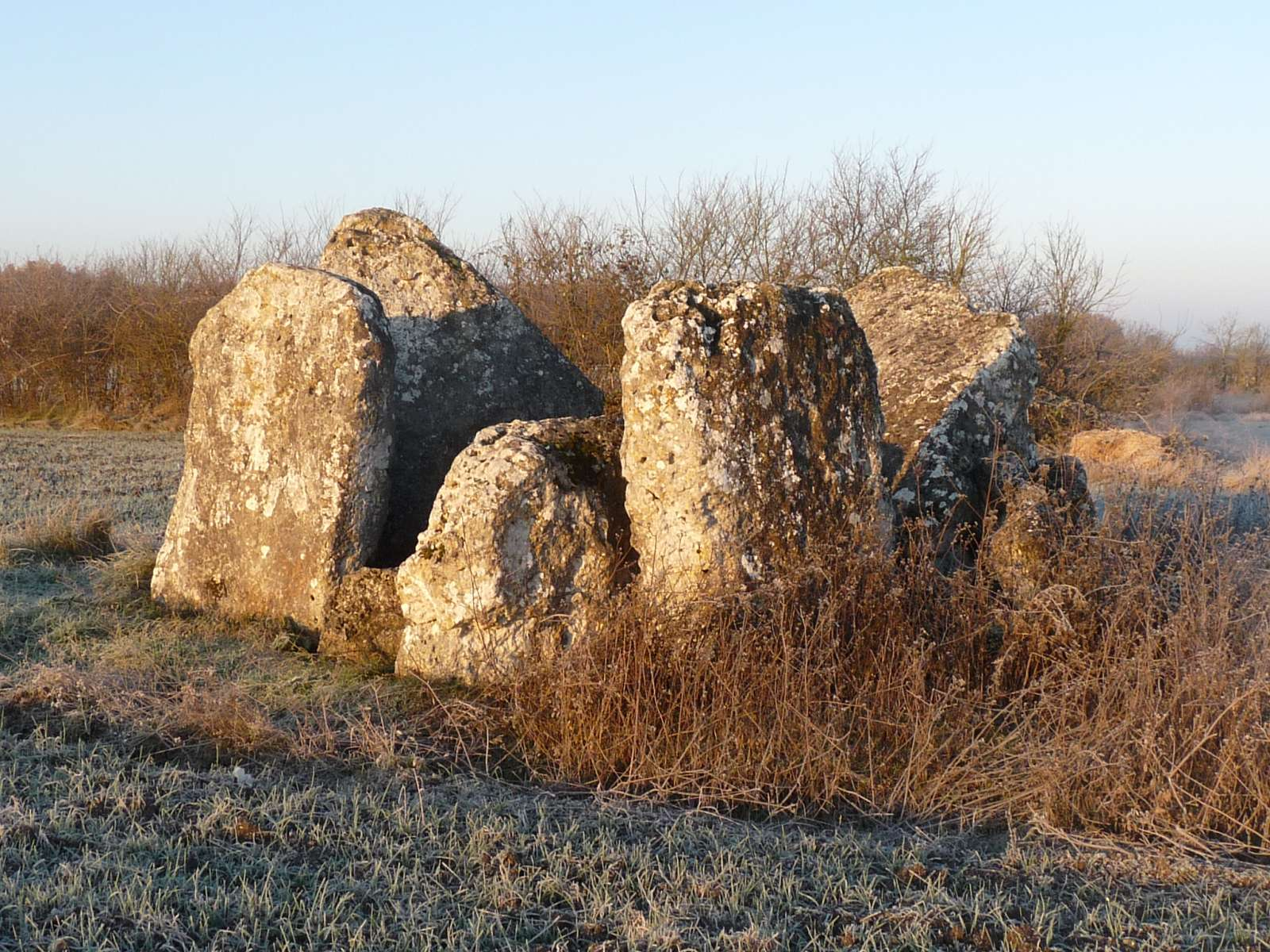
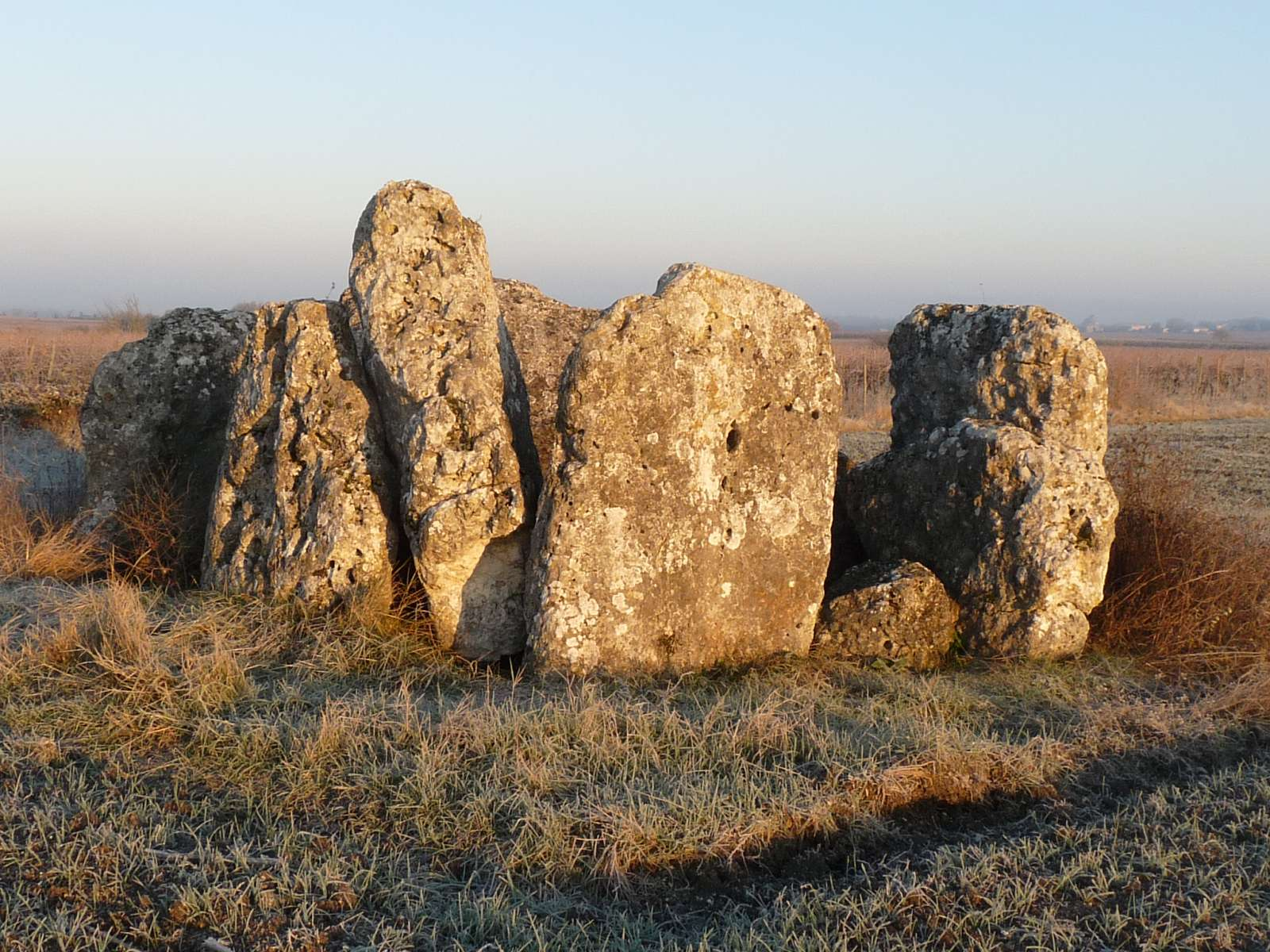
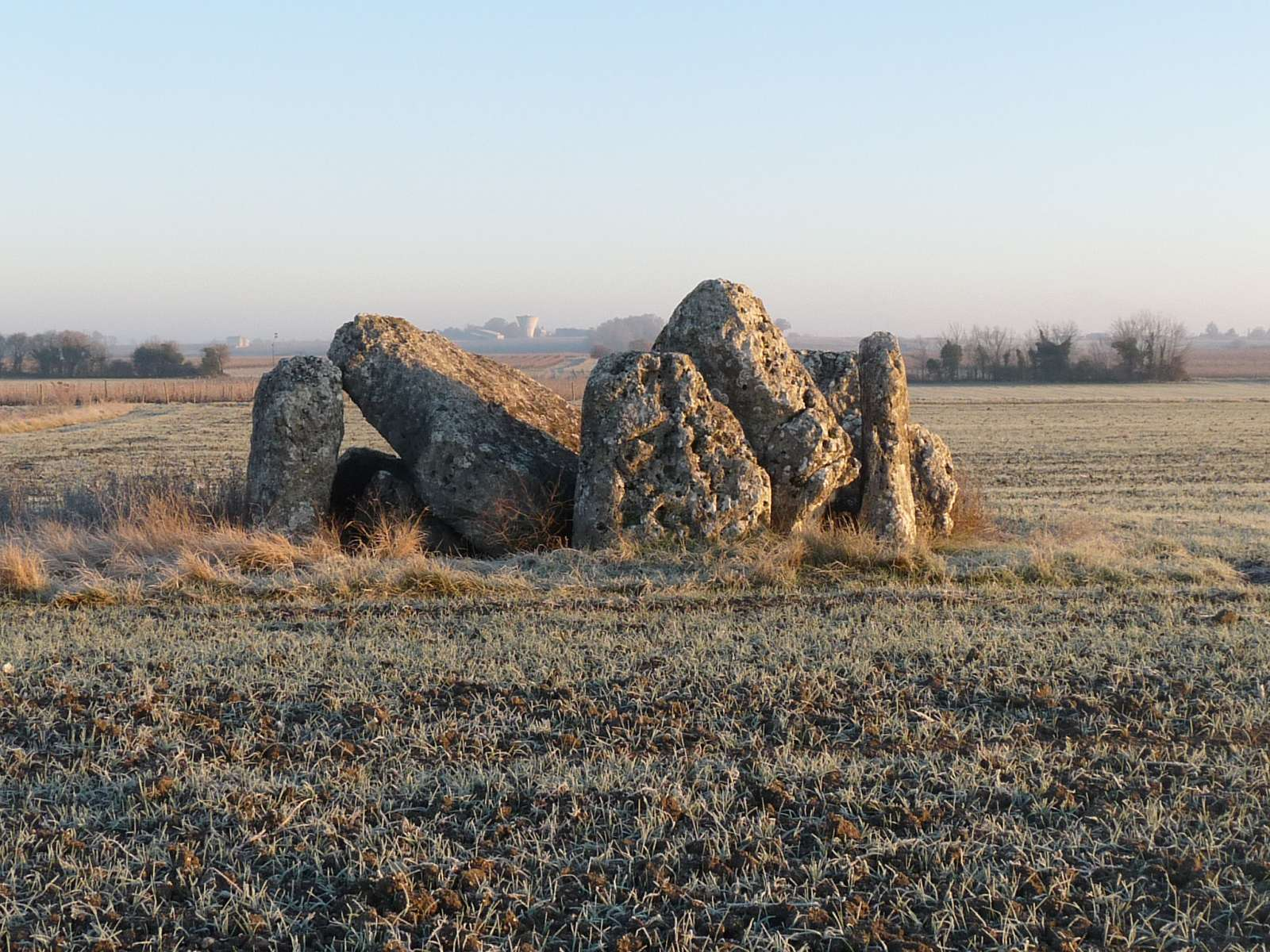
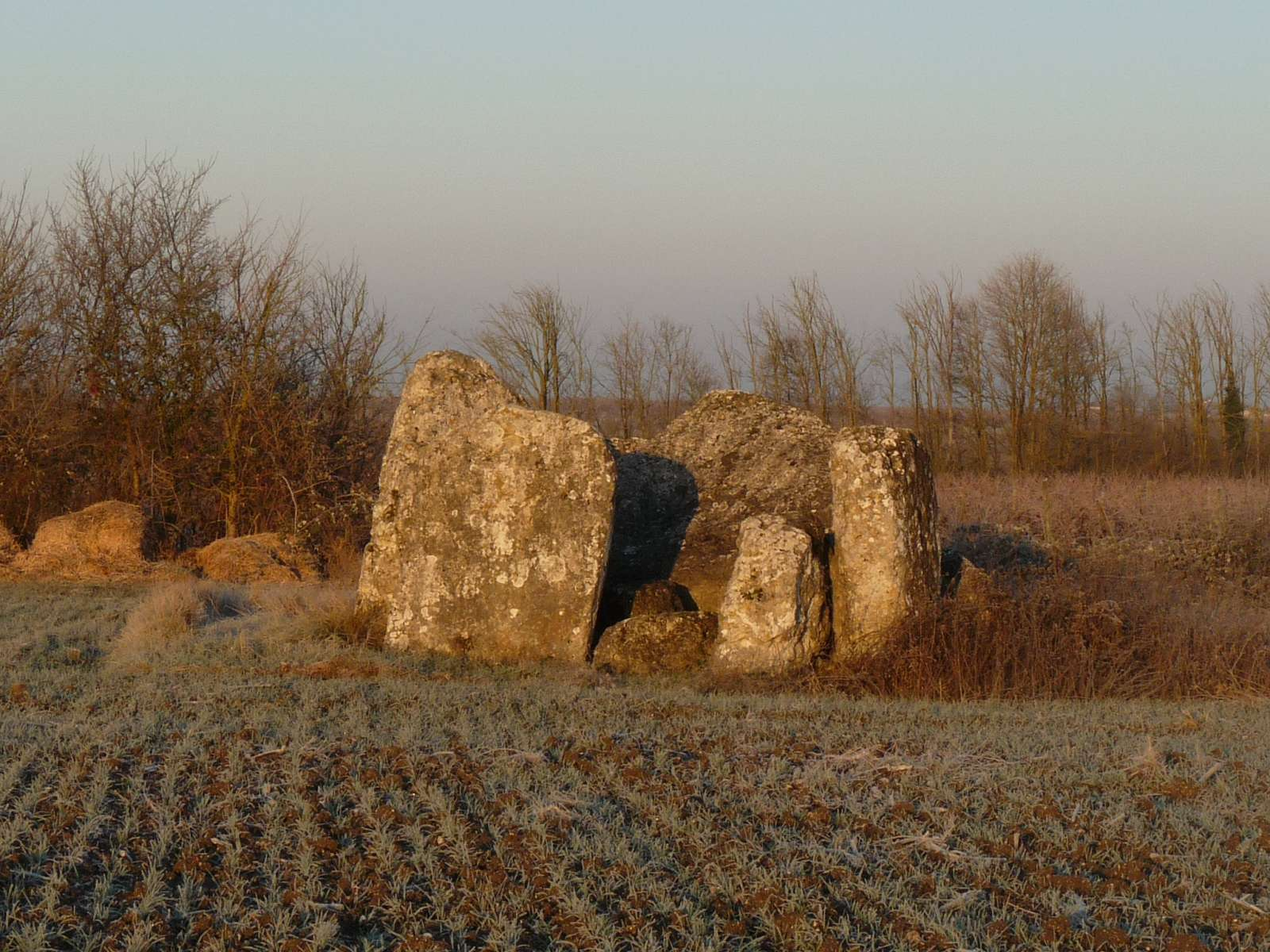